# Atacama Large Millimeter Array

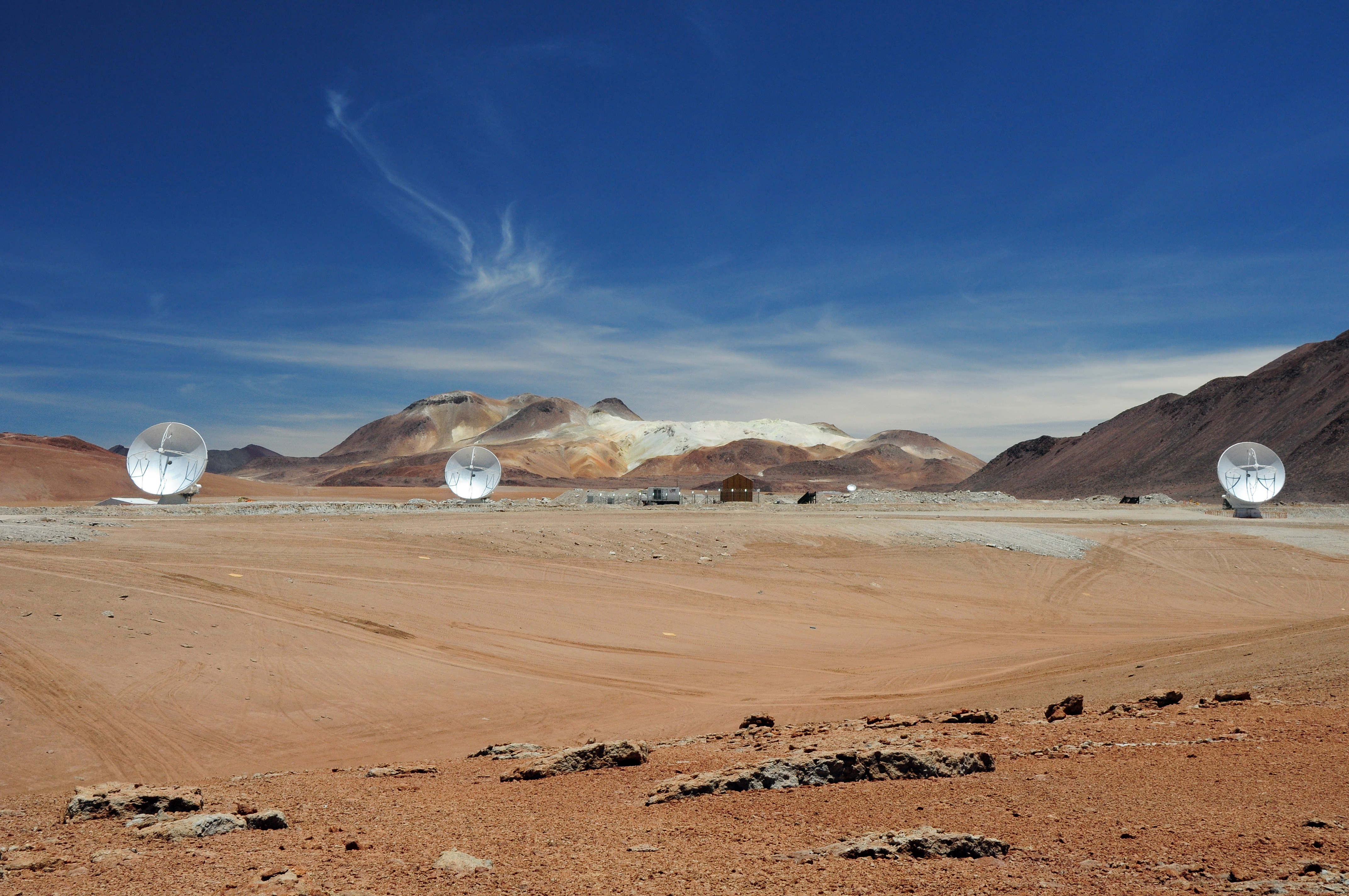
Drie ALMA-antennes in een interferometer-configuratie voor de eerste keer.

De Atacama Large Millimeter/submillimeter Array (ALMA) in Chili is het grootste astronomische project ter wereld. Het is een revolutionaire astronomische interferometer, met een totaal van 66 radioschotels variërend van 7 tot 12 meter in diameter. Deze schotels nemen waar op millimeter- en submillimeter-golflengtes. De telescoop ligt op het Chajnantor-plateau op meer dan 5000 meter boven zeeniveau, in de Atacamawoestijn van Noord-Chili. ALMA begon de eerste wetenschappelijke waarnemingen in de tweede helft van 2011. Op 13 maart 2013 werd het officieel geopend.
ALMA is ontworpen om unieke inzichten te geven in de stervorming in de vroegste stadia van het universum en om nabije stervormingsgebieden en planeetvormende sterren met zeer hoge resolutie in kaart te brengen. Met een schatting van totale kosten rond de 1,2 miljard euro is ALMA het meest ambitieuze astronomische project tot nu toe voor waarnemingen vanaf de aarde.

## Overzicht
ALMA is een telescoop met een revolutionair ontwerp, bestaande uit 66 antennes waarmee een zeer hoge precisie wordt bereikt, opererend op golflengtes van 0,3 tot 9,6 mm. De radiotelescoop heeft een veel hogere gevoeligheid en hogere resolutie dan bestaande submillimetertelescopen, zoals de James Clerk Maxwell Telescope, of bestaande interferometers (zoals het Sub-millimeter Array), beide op Mauna Kea. De antennes kunnen verplaatst worden over het Chajnantor-plateau. De maximale afstand tussen de schotels varieert van 150 meter tot 16 kilometer. Dit geeft ALMA een krachtige mogelijkheid om in te zoomen op details, vergelijkbaar met het concept dat wordt gebruikt bij de Very Large Array (VLA) radiotelescoop in New Mexico in de Verenigde Staten.
De vereiste hoge gevoeligheid wordt vooral bereikt door het grote aantal antennes (66) die de telescoop vormen. Ter vergelijking, de Westerbork Synthese Radio Telescoop, die op veel langere golflengtes opereert, heeft 'slechts' 14 antennes.
De schotels zijn geleverd door de Europese, Noord-Amerikaanse en Oost-Aziatische partners in het ALMA-project. De Europese en Amerikaanse partners bouwden ieder 25 12-meter antennes, die samen de kern van de telescoop vormen. De Oost-Aziatische partners droegen 16 antennes bij (vier 12-meterantennes en twaalf 7-meterantennes), die de Atacama Compact Array (ACA) vormen. Door kleinere antennes te gebruiken dan ALMA, kan met de ACA een veel groter gezichtsveld in beeld worden gebracht. De mogelijkheid om antennes zeer dicht bij elkaar te zetten staat toe bronnen met een grotere spanningshoek af te beelden. De ACA zal samenwerken met de grotere synthese-telescoop om de beeldvormingskwaliteit van ALMA te vergroten.

### Geschiedenis

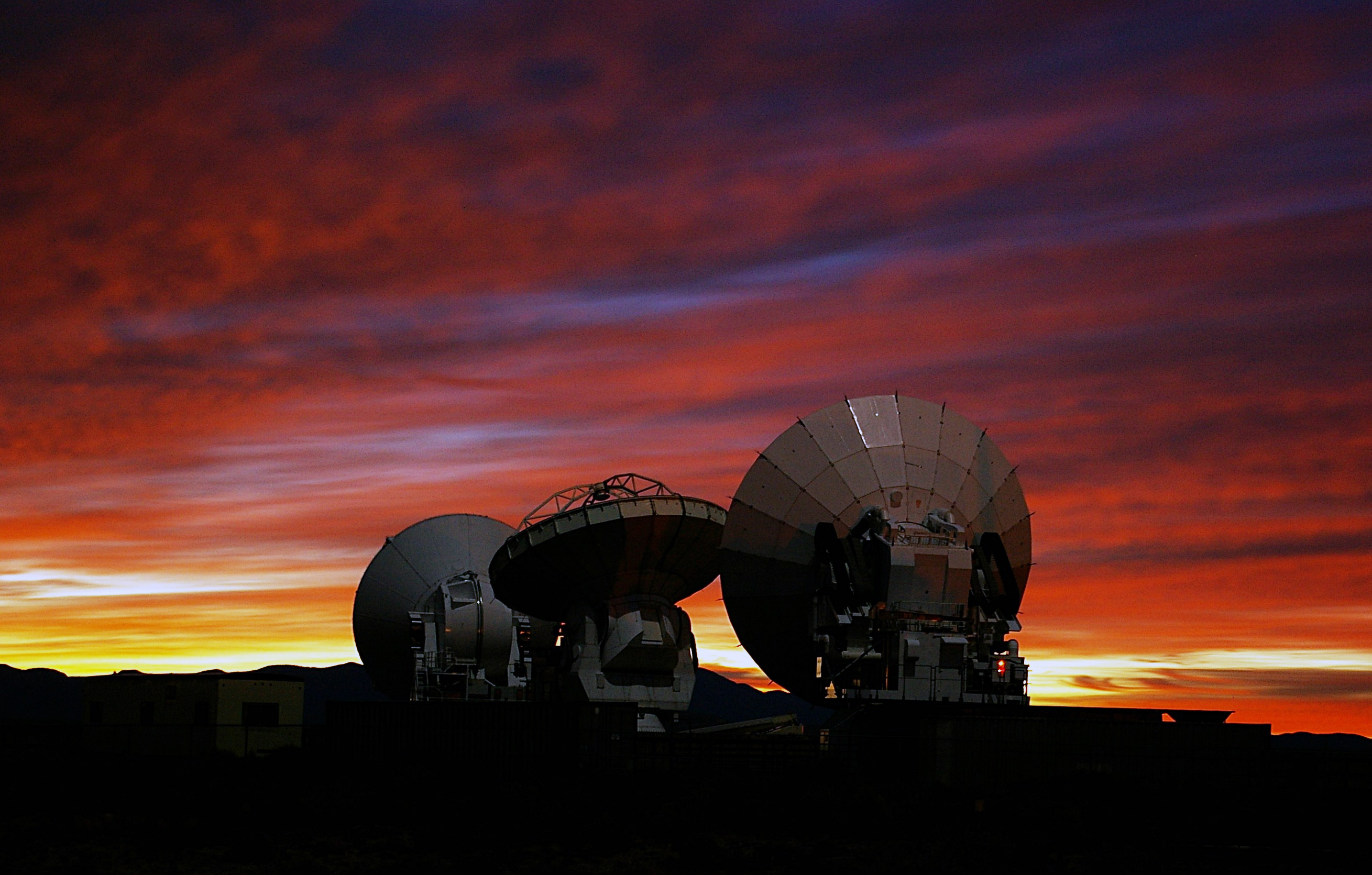
ALMA-prototype-antennes op het ALMA-testcentrum.

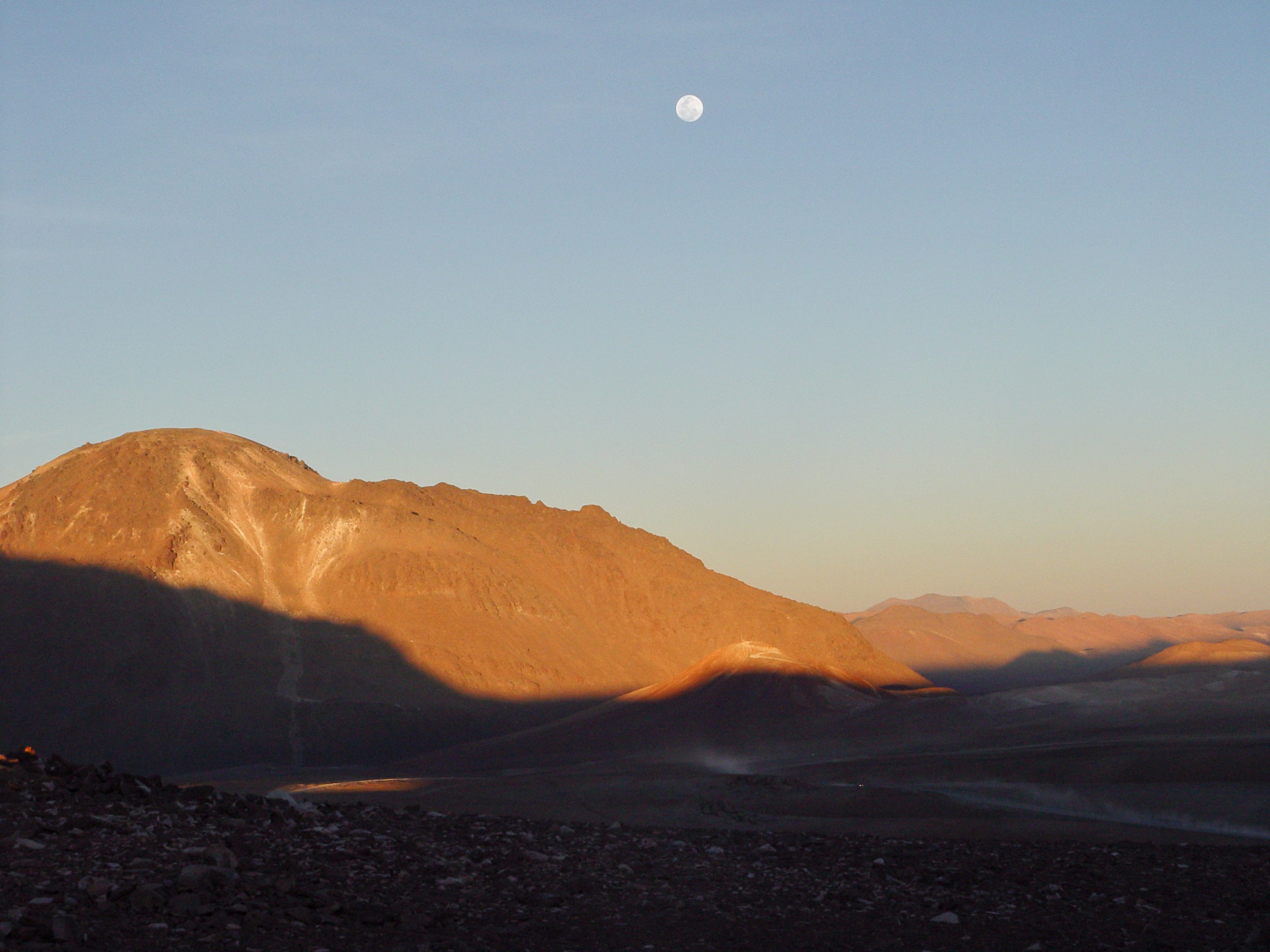
De maan hoog boven Cerro Chajnantor tijdens zonsondergang.

ALMA kent zijn oorsprong in drie plannen voor astronomische radio-telescopen: de Millimeter Array (MMA) van de Verenigde Staten, de Large Southern Array (LSA) van een groep Europese landen, en de Large Millimeter Array (LMA) in Japan. Een doorbraak kwam in 1997 toen de European Southern Observatory (ESO) en de National Radio Astronomy Observatory (NRAO) overeenkwamen om een gezamenlijk project op te zetten, dat de MMA en LSA verenigde in wat uiteindelijke ALMA genoemd zou worden. Dit verenigde project combineerde de gevoeligheid van de LSA met het frequentiebereik van de MMA en de superieure ligging die ESO kon bieden. ESO en NRAO gingen samenwerken in technische, wetenschappelijke en logistieke groepen om een gezamenlijk project te definiëren en regelen tussen de twee organisaties, met deelname van Canada en Spanje (dat op dat moment niet tot ESO behoorde).
Een groot aantal resoluties en afspraken volgde, inclusief de keuze van "Atacama Large Millimeter Array", of ALMA, als de naam voor het nieuwe project in maart 1999. De inspanningen mondden uit in het tekenen van de ALMA-overeenkomst op 25 februari 2003 tussen de Europese en Noord-Amerikaanse partijen.
Na gezamenlijke discussies in de daaropvolgende jaren ontving het ALMA-project een voorstel van de National Astronomical Observatory of Japan (NAOJ) om de Atacama Compact Array (ACA) te leveren en drie aanvullende banden voor de gehele synthesetelescoop. Gezamenlijk zou dit Enhanced ALMA gaan vormen. Daaropvolgende discussies tussen ALMA en NAOJ leidden op 14 september 2004 tot een overeenkomst, waarin Japan een officiële partner werd gemaakt in Enhanced ALMA, dat verder bekend zou worden als het Atacama Large Millimeter/Submillimeter Array (ALMA). In een vroeg stadium was besloten om ALMA-antennes te gebruiken die ontworpen en gebouwd zouden werden door verschillende bedrijven in Europa, Japan en Noord-Amerika in plaats van gebruik te maken van één enkel ontwerp.

## Financiering
In het begin was ALMA een fifty-fiftysamenwerking tussen de ESO en de Noord-Amerikaanse partners. Het project werd daarna uitgebreid met nieuwe partners uit Japan, Taiwan, Spanje en Chili. ALMA is het grootste en duurste astronomische project dat vanaf de grond waarneemt. Alleen enkele projecten van NASA hebben grotere budgetten. De kosten worden geschat op 1,2 miljard euro (1,5 miljard US dollar).

### Partners
- European Southern Observatory en het Europese Regionale Support Centrum
- National Science Foundation via het National Radio Astronomy Observatory en het Noord-Amerikaanse ALMA-wetenschapscentrum
- National Research Council of Canada
- National Astronomical Observatory of Japan onder de vlag van the National Institutes of Natural Sciences (NINS)
- ALMA-Taiwan aangesloten bij de Academia Sinica Institute of Astronomy & Astrophysics (ASIAA)
- Chili

## Bouw
Het complex is voor het overgrote deel gebouwd door bedrijven en universiteiten uit Europa, de Verenigde Staten, Japan en Canada. Drie prototypes van de antennes hebben evaluaties ondergaan bij de VLA faciliteiten in New Mexico. General Dynamics C4 Systems werd gecontracteerd door Associated Universities, Inc. om 25 12-meter antennes te leveren. Het Europese bedrijf Thales Alenia Space bouwde de andere 25 antennes. De eerste antenne werd in 2009 geleverd. De overige werden geleverd met een frequentie van ongeveer een per maand, tot eind-2011.

#### Het transporteren van antennes naar het plateau

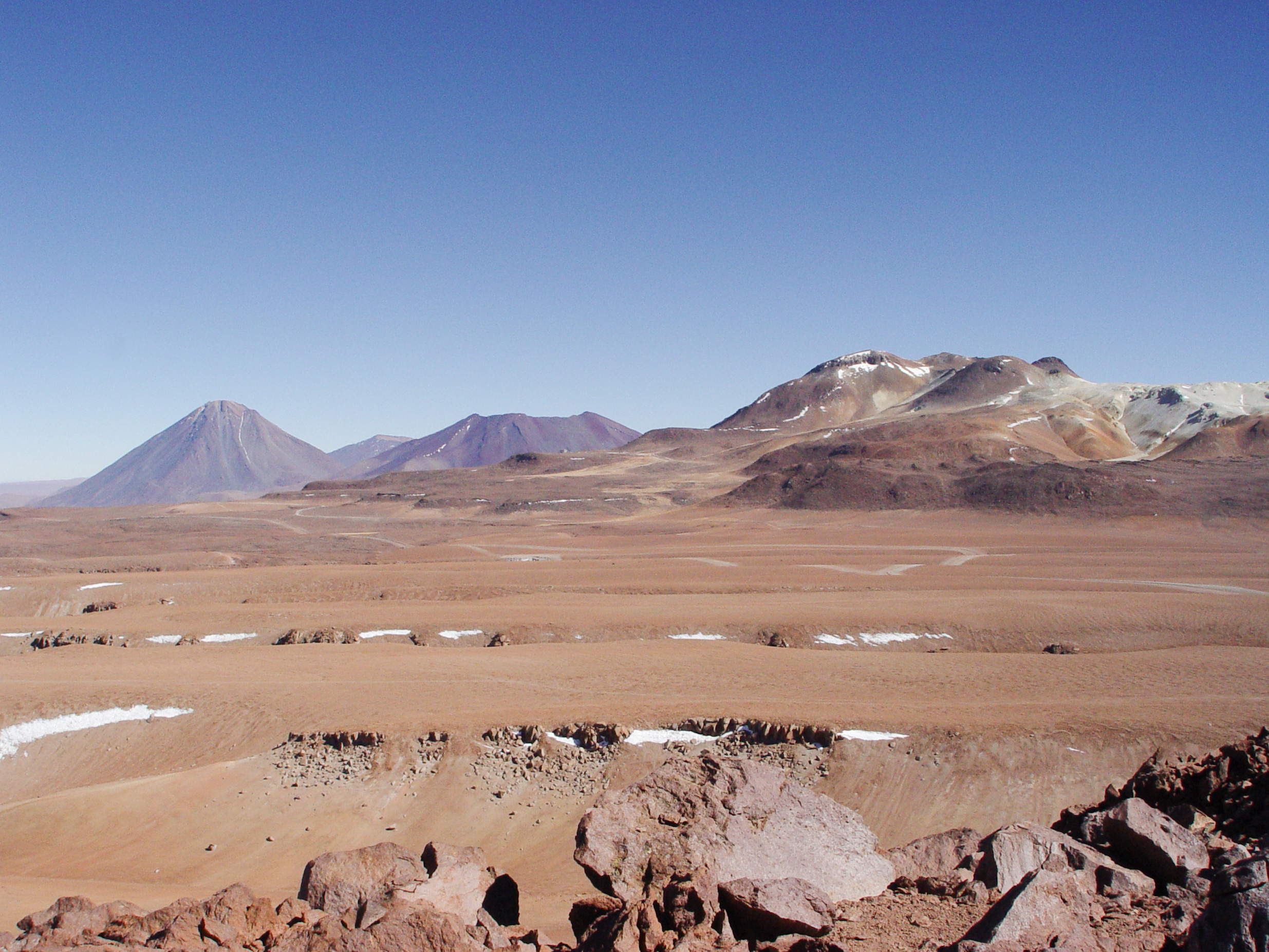
Het Chajnantor-plateau met ALMA (in aanbouw) in het midden).

Het vervoeren van 115 ton wegende antennes van de Operations Support Facility, op 2900 meter hoogte naar de uiteindelijke ligging op 5000 meter hoogte, bracht grote praktische problemen met zich mee. Er werd voor een oplossing gekozen waarin twee zelfladende voertuigen worden gebruikt, die met hun 28 wielen groot materiaal naar boven kunnen brengen. Deze voertuigen zijn gemaakt door Scheuerle Fahrzeugfabrik in Duitsland en zijn elk 10 meter breed, 20 meter lang en 6 meter hoog. Ze wegen zelf 130 ton en worden aangedreven door twee 500kW-dieselmotoren.
Deze zogenaamde ALMA-transporters hebben een aangepaste cabine met een zuurstof-tank om comfortabel te ademen in de ijle lucht op grote hoogte. De voertuigen tillen de antennes zeer accuraat op hun fundering op het plateau. Het eerste voertuig werd voltooid en getest in juli 2007. Beide voertuigen werden aan de ALMA Operations Support Facility (OSF) in Chili geleverd op 15 februari 2008.
Op 7 juli 2008 werd voor het eerst een antenne verplaatst met een ALMA-transporter vanuit het gebouw waar antennes worden gemonteerd (de Site Erection Facility) naar een platform voor het uitvoeren van testen (holografische oppervlaktemetingen). De antenne was van het Noord-Amerikaanse Vertex-RSI type.
De eerste drie antennes zijn tijdens de herfst van 2009 een voor een naar de Array Operations Site vervoerd. Een team van ALMA-sterrenkundigen en technici slaagde er eind 2009 in om deze antennes op een hoogte van meer dan 5000 meter aan elkaar te koppelen. Daarmee werd het eerste stadium van de montage afgerond. Het was voor het eerst dat drie antennes werden gekoppeld om gemeenschappelijk waar te nemen, Het ALMA-team kan daarmee fouten corrigeren die ontstaan wanneer slechts twee antennes worden gebruikt. Daarmee werd de weg vrijgemaakt voor hogeresolutie-waarnemingen. Met deze cruciale stap werd begonnen op 22 januari 2010.

Antennetransport
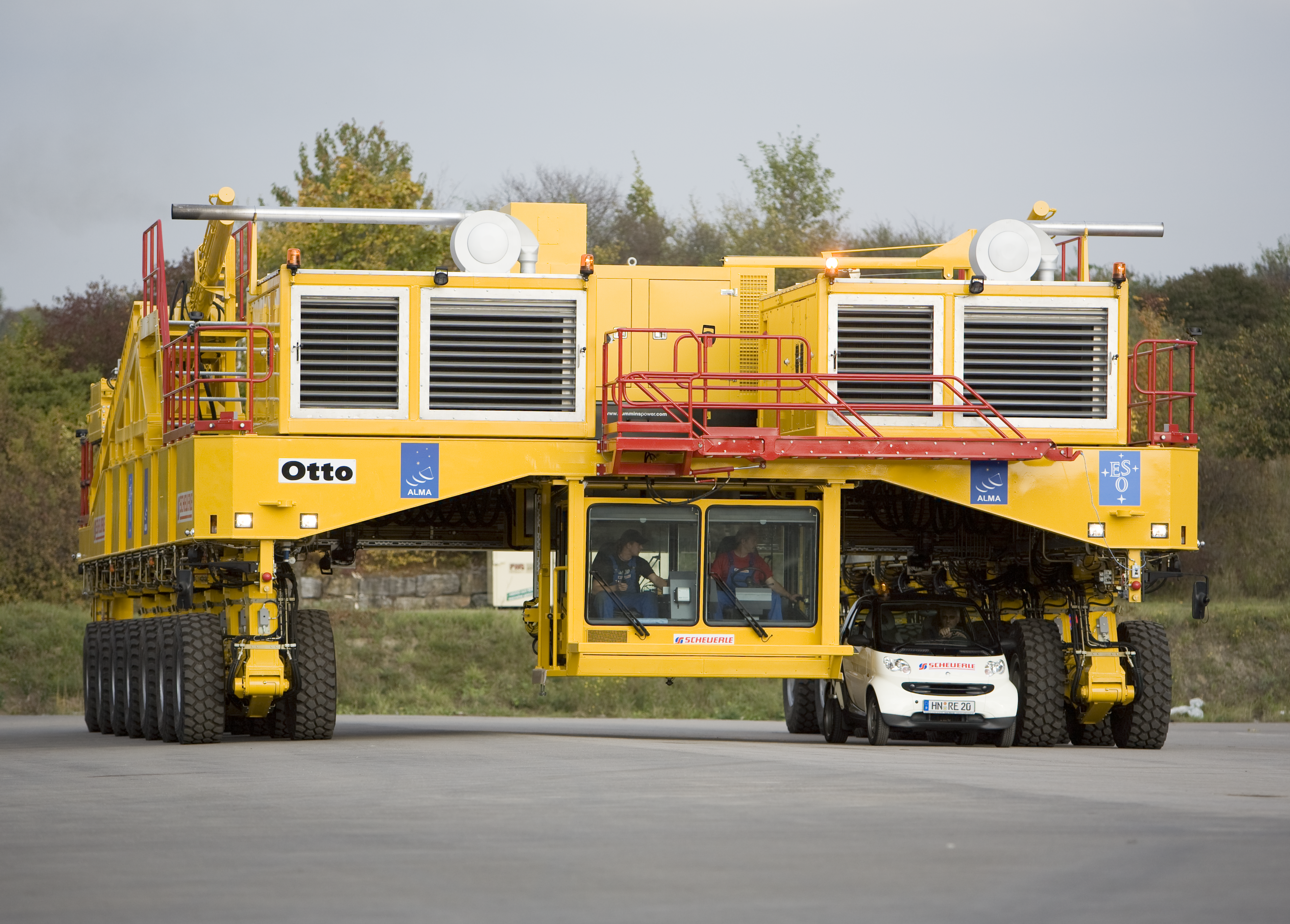
De 130-tons ALMA-antennetransporter "Otto" tijdens zijn inauguratie
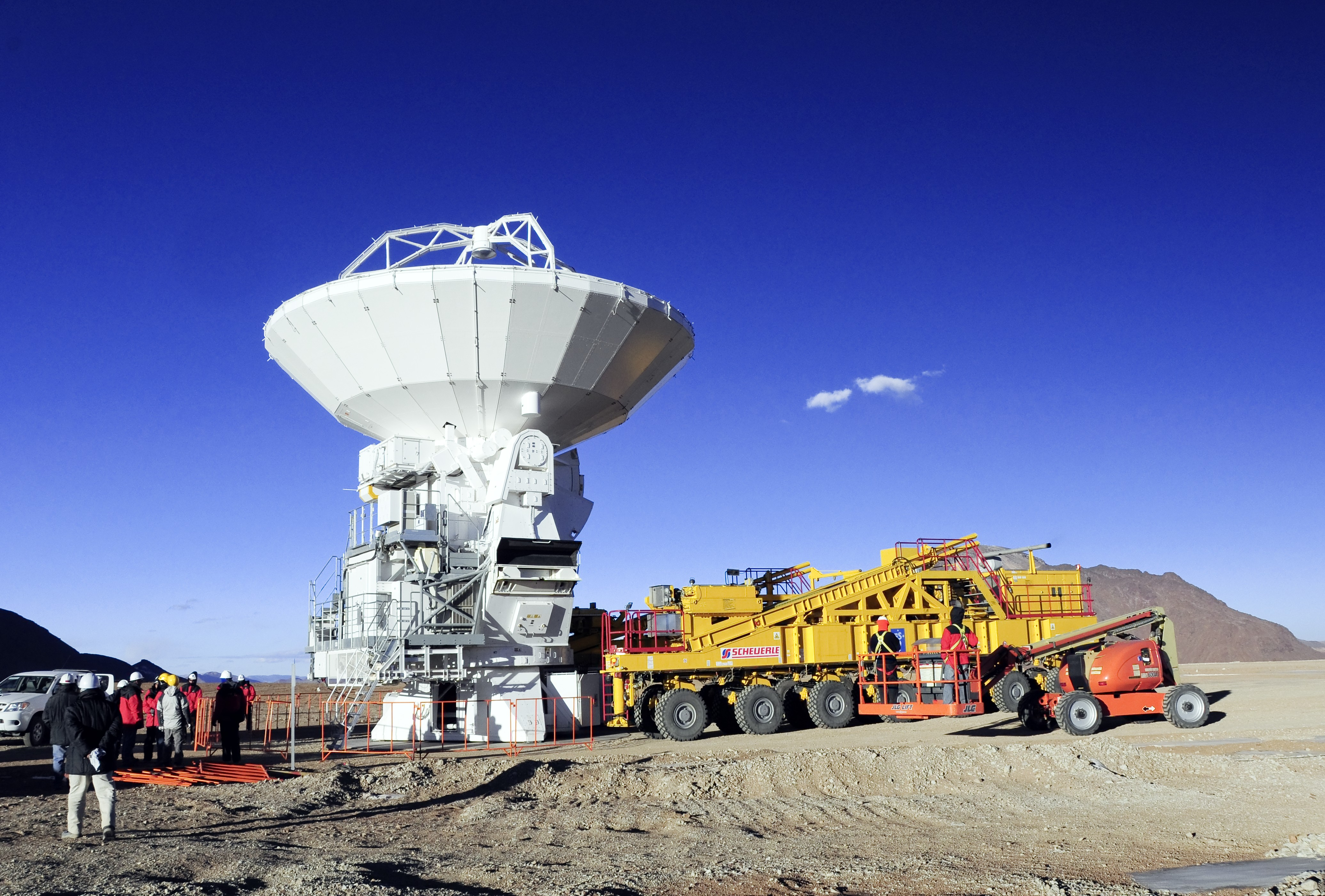
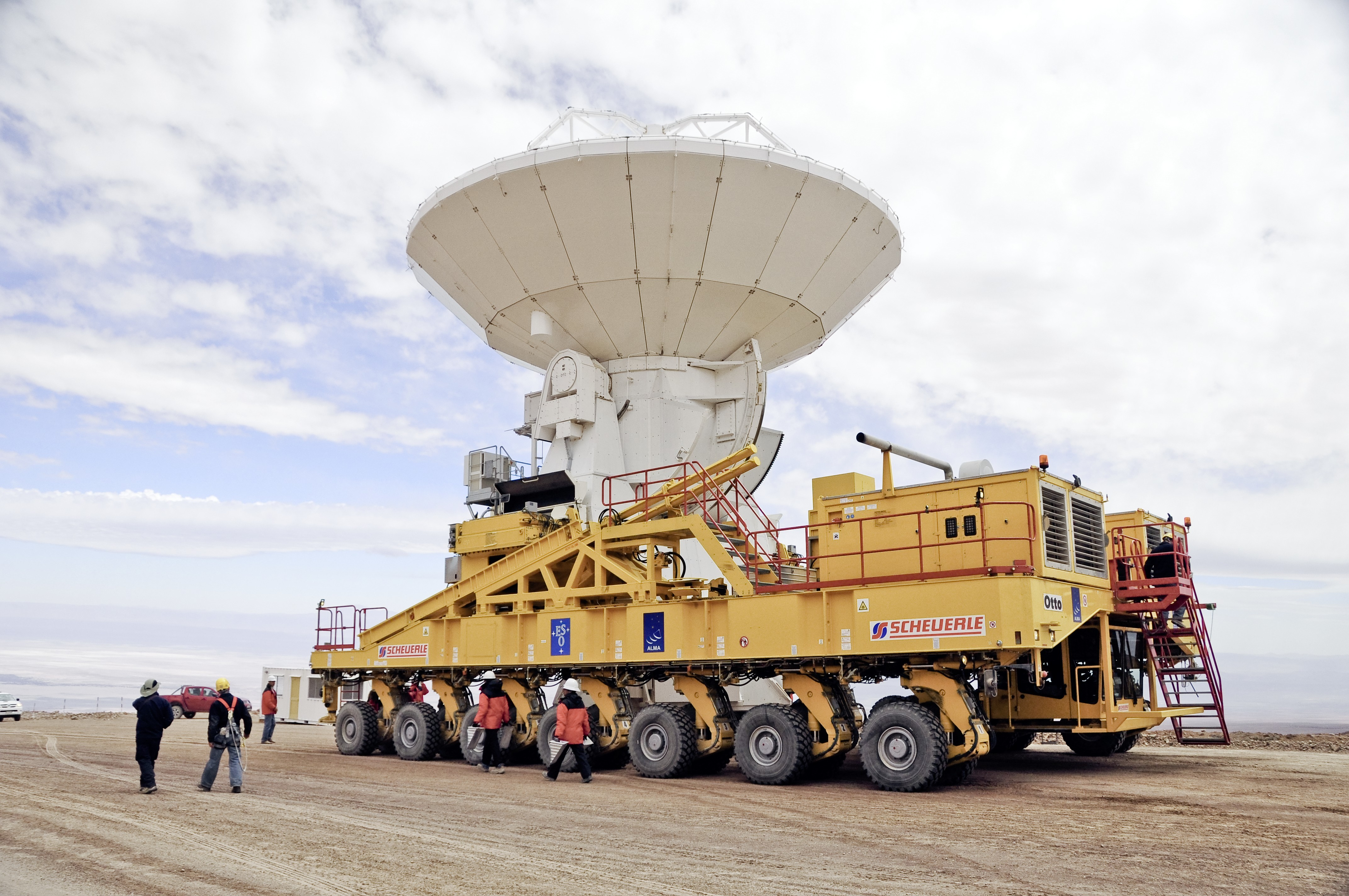
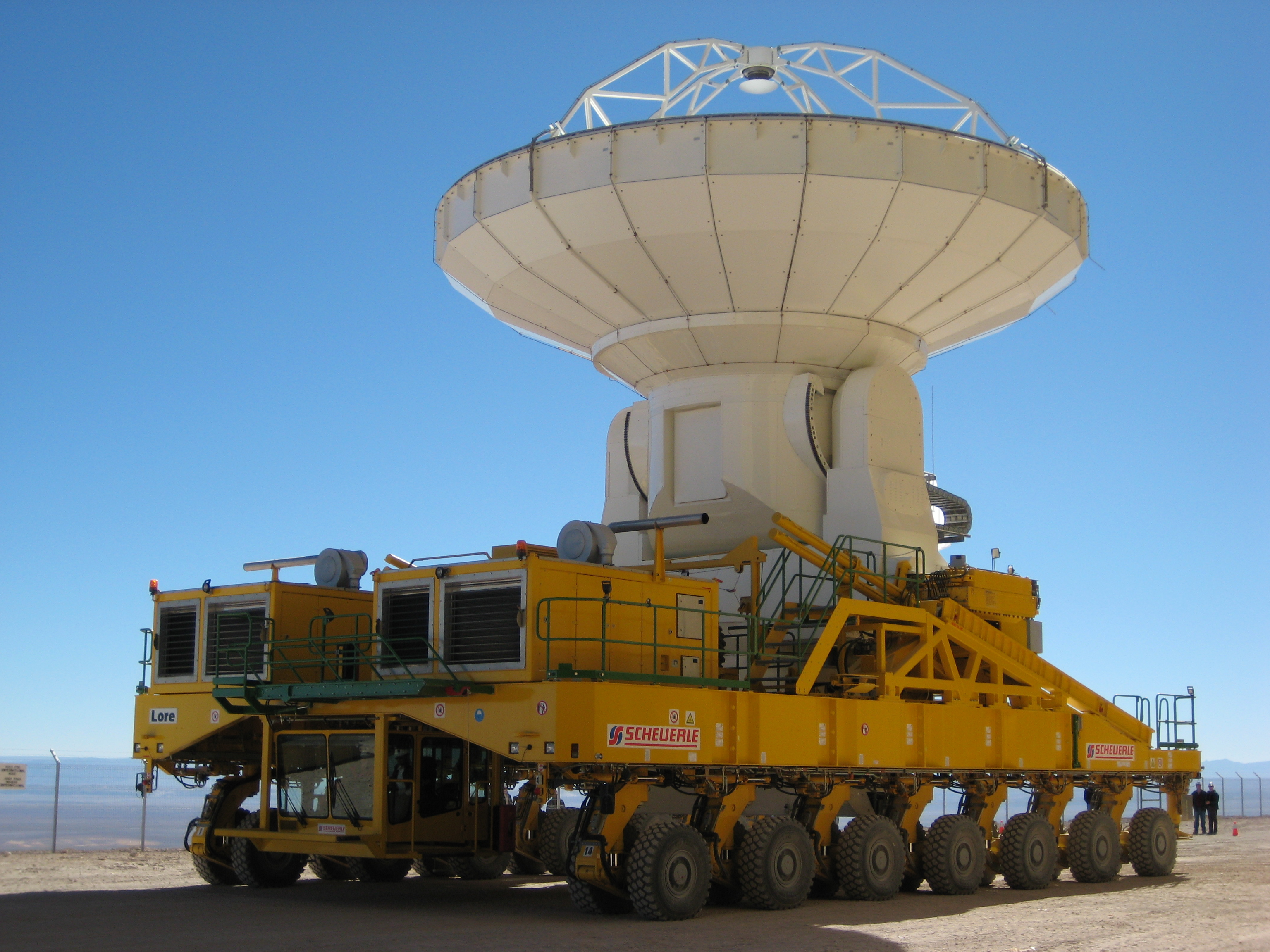
Foto van het verplaatsen van een antenne
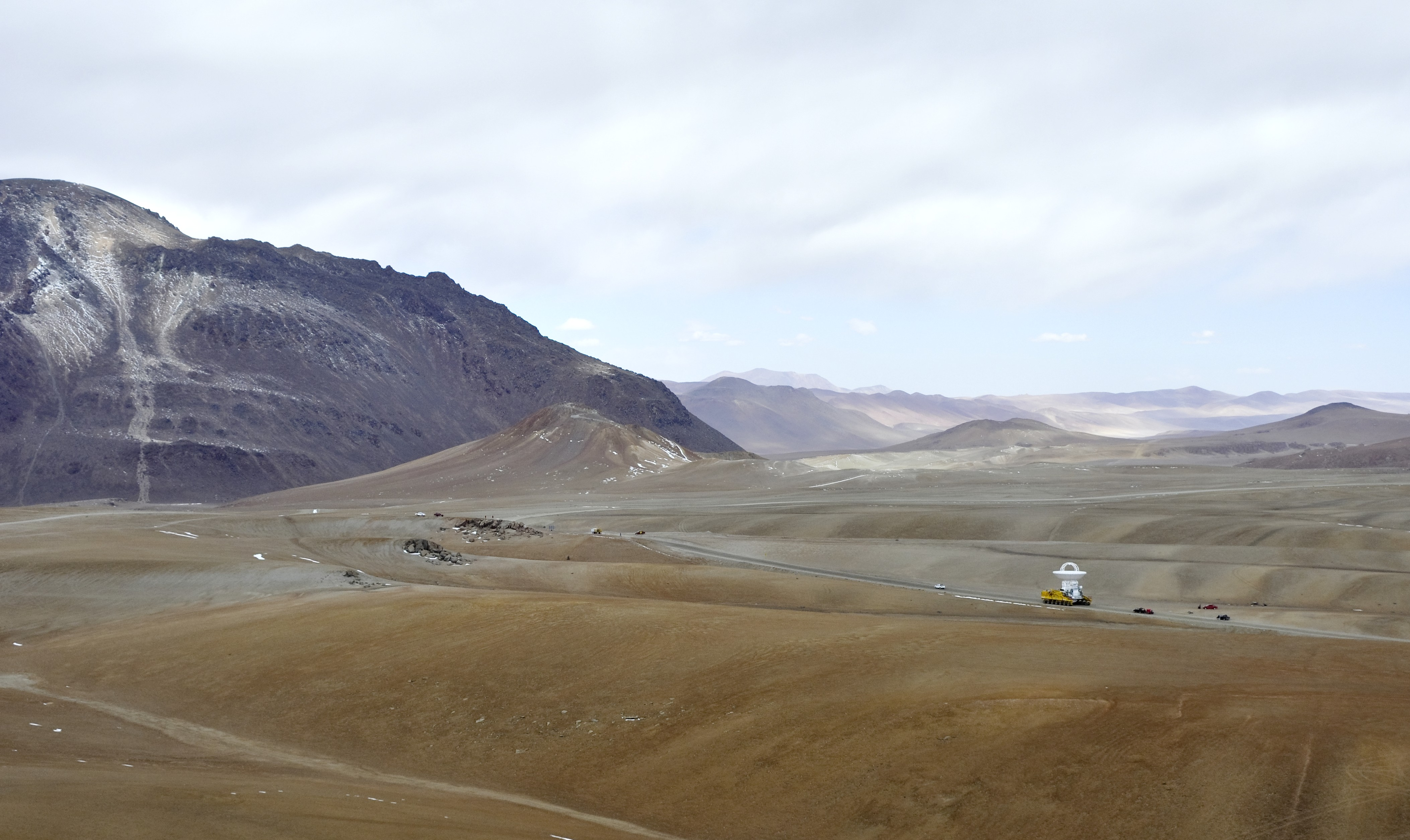
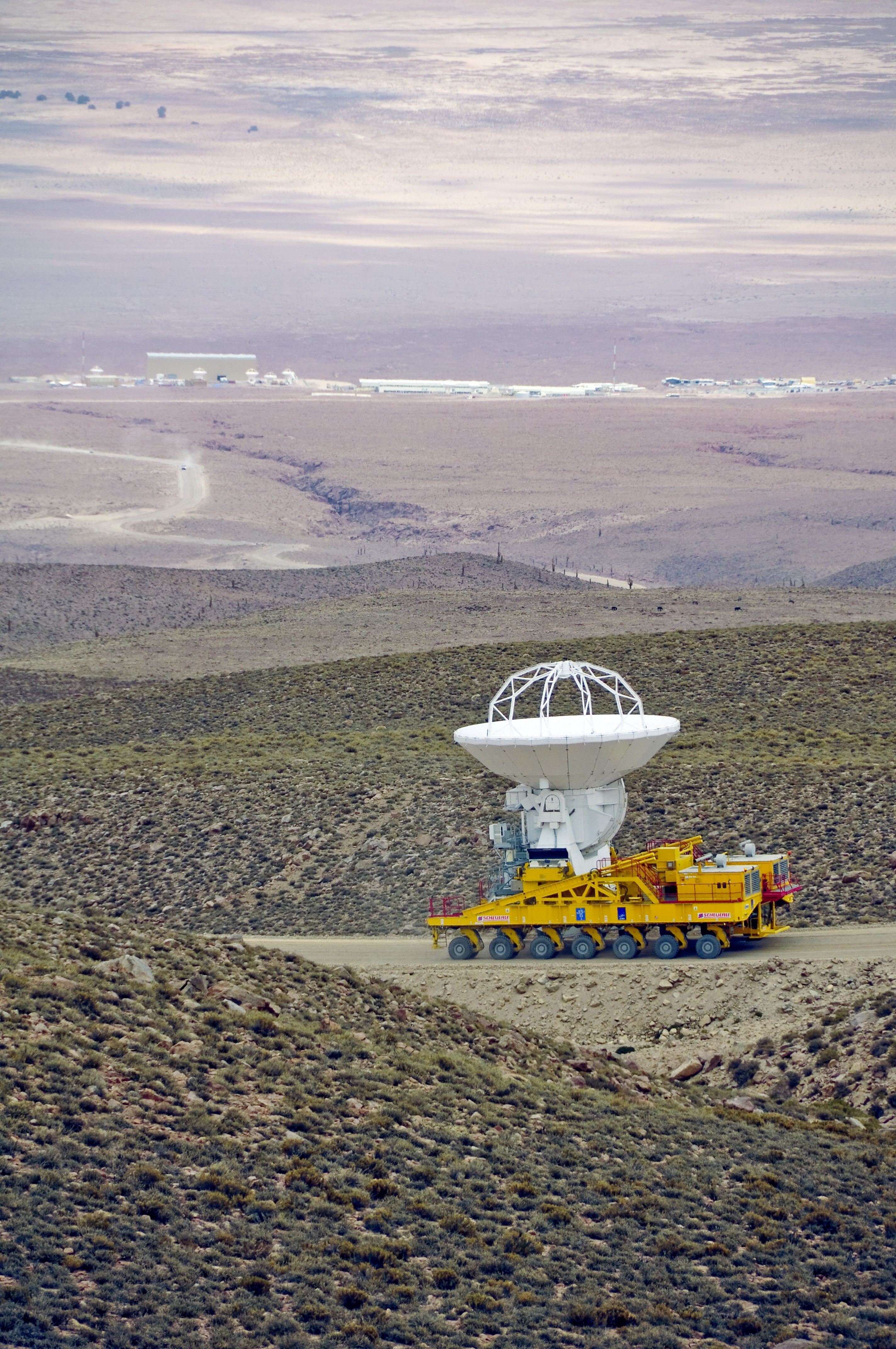
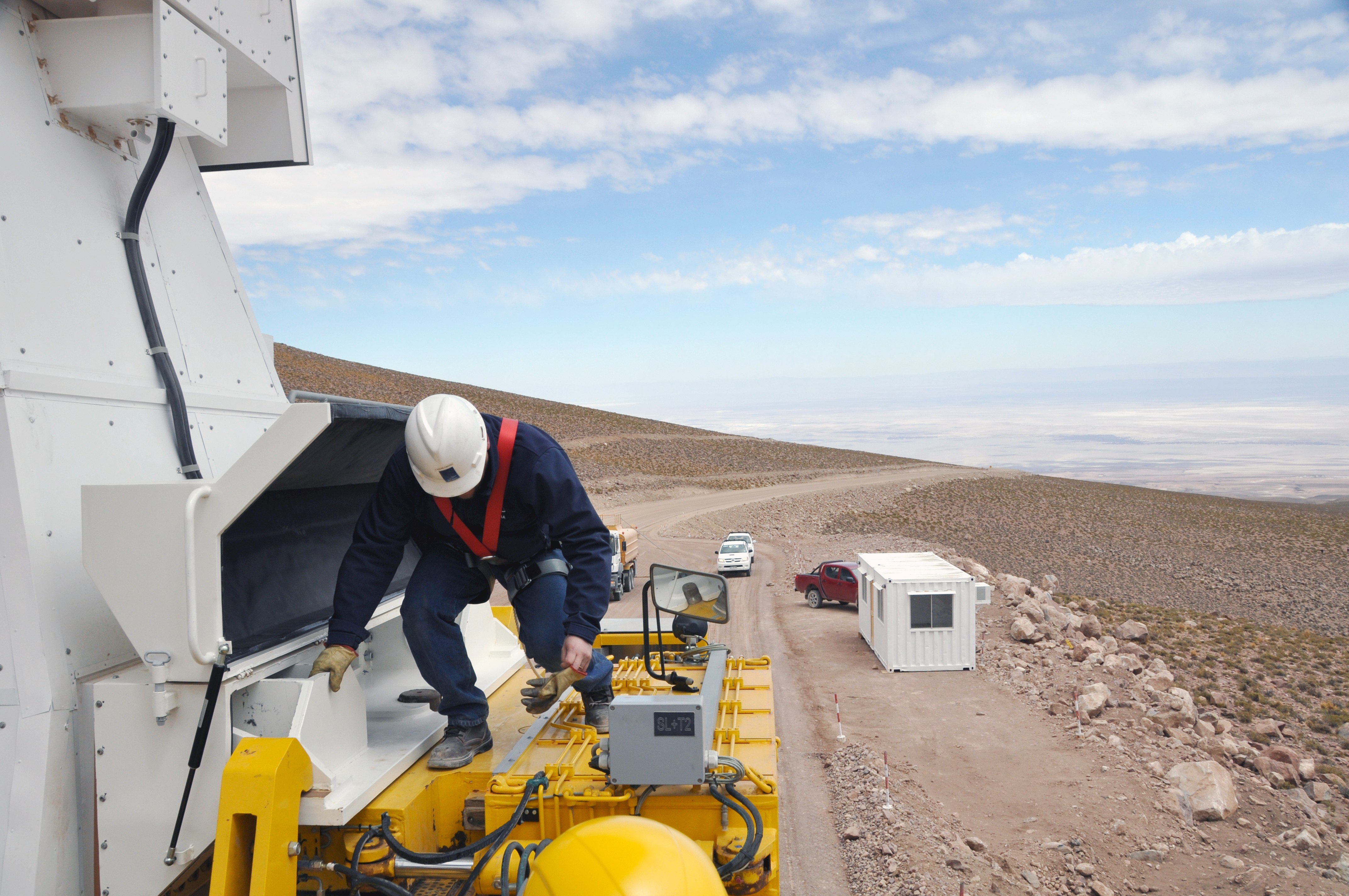
Het inspecteren van een transporter
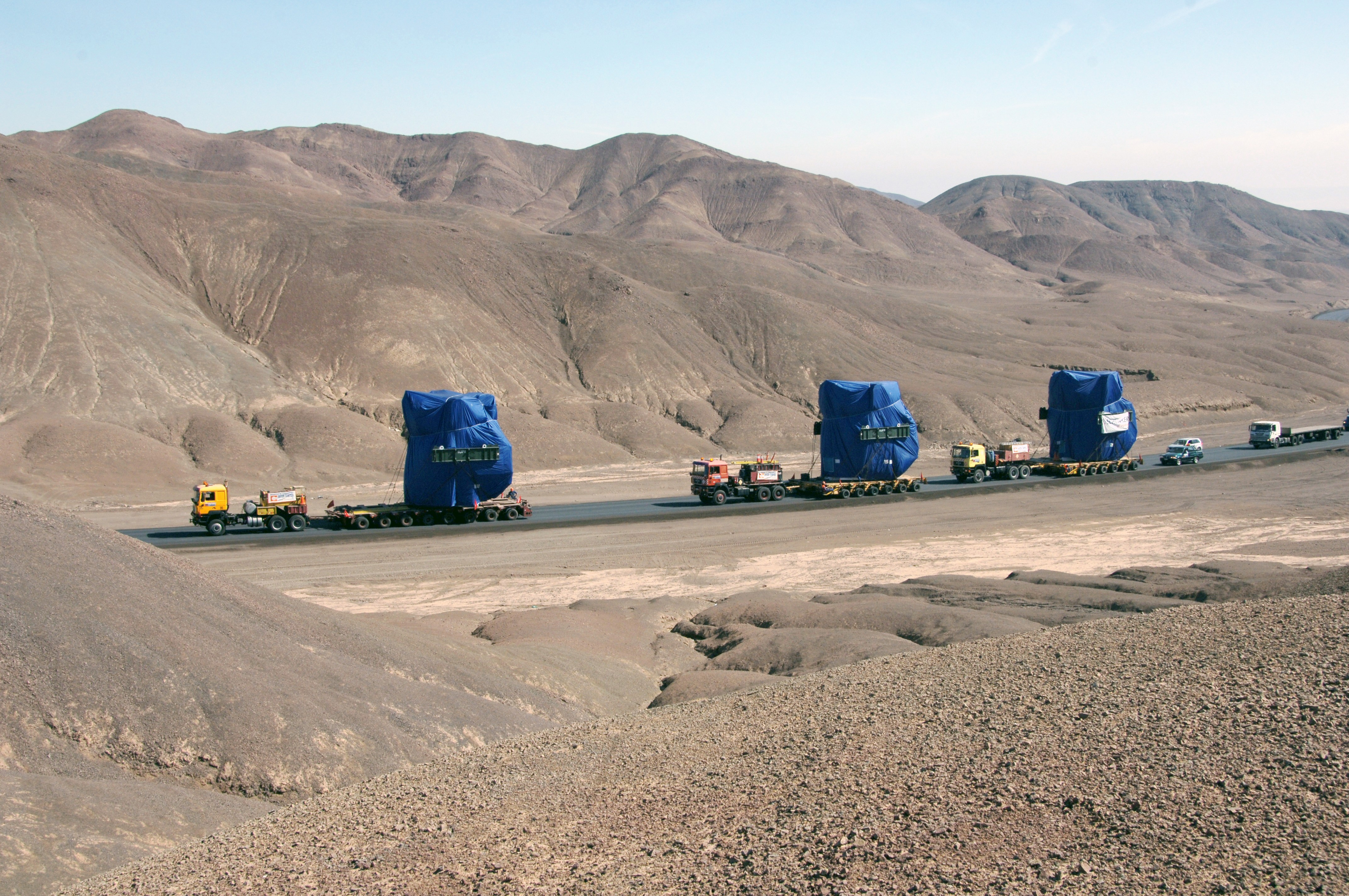
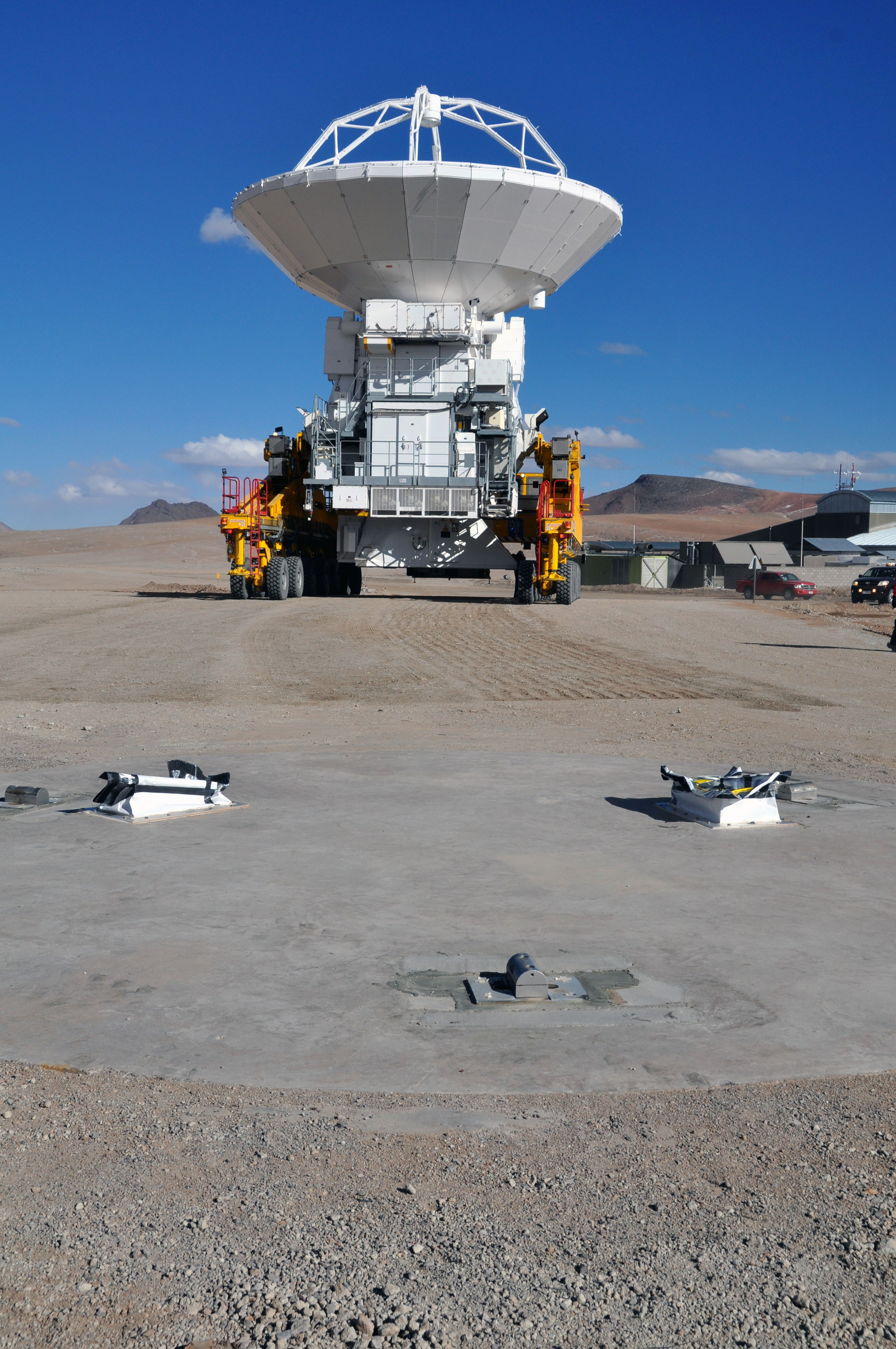
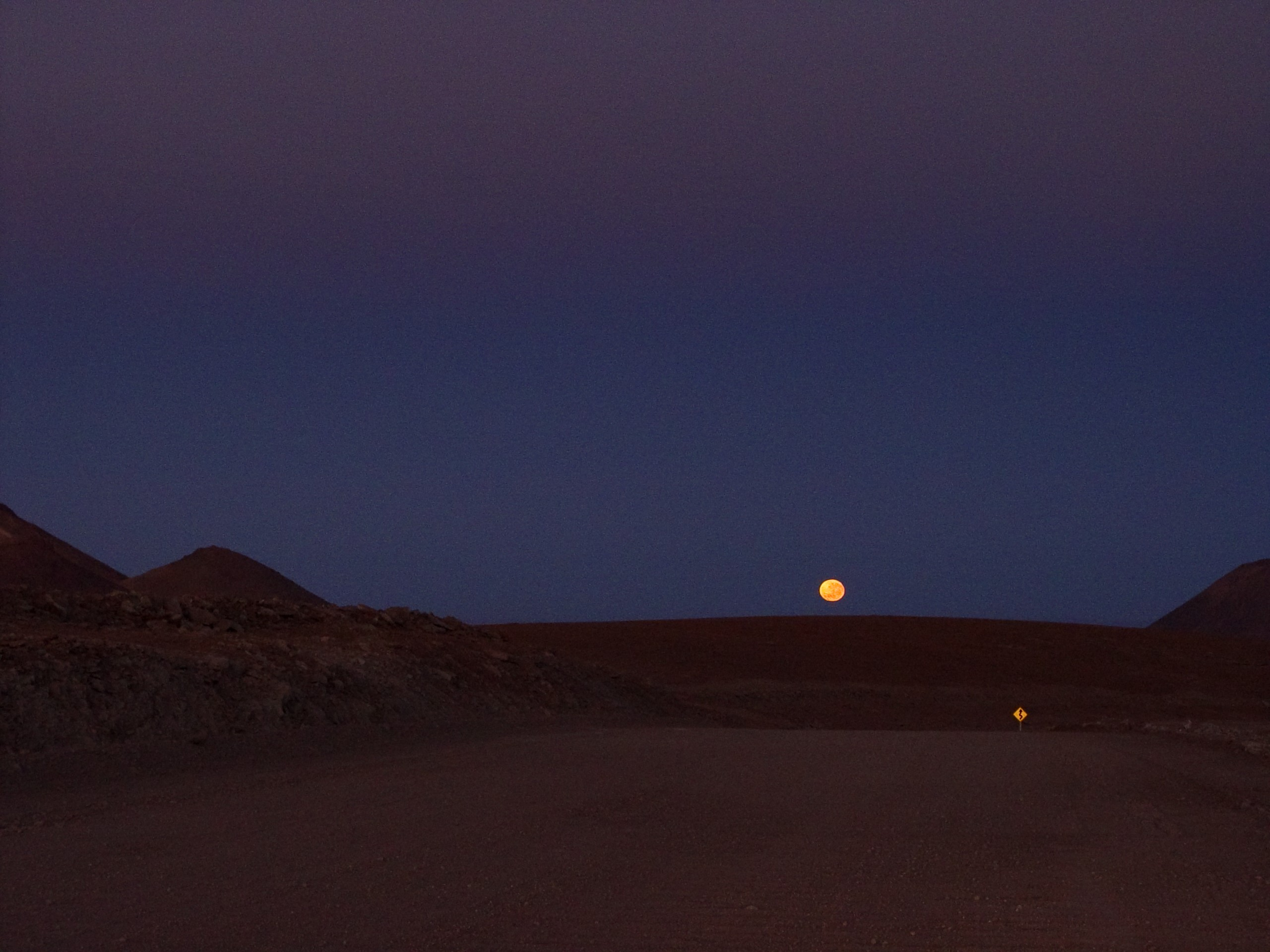
De maan boven de 12 meter brede weg naar ALMA

## Regionale ALMA-centra (ARC)
De regionale ALMA-centra (ARC's) zijn ontworpen als communicatiepunt tussen de beoogde gebruikers van ALMA en het ALMA-project zelf. Activiteiten zijn verspreid over de drie regio's (Europa, Noord-Amerika en Oost-Azië). De Europese ARC (geleid door ESO) is verder onderverdeeld in ARC-nodes verspreid over Europa in Bonn-Bochum-Keulen (Duitsland), Bologna (Italië), Onsala (Zweden), IRAM (Grenoble, Frankrijk), Leiden (Nederland), JBCA (Manchester, Engeland), en Ondrejov (Tsjechië).
De hoofddoelen van de ARC zijn: de gebruikers te assisteren met het voorbereiden van waarneemvoorstellen, te zorgen dat waarneemvoorstellen hun wetenschappelijke doelen zo effectief mogelijk bereiken, het aanbieden van een helpdesk om waarneemvoorstellen en programma's voor te leggen, het leveren van de data aan de onderzoekers, het onderhoud van het ALMA-data-archief, het assisteren van de kalibratie van de data en het communiceren van feedback van ALMA-gebruikers.

## Allegro, de Nederlandse ARC-node
De Nederlandse ARC-node, Allegro is gehuisvest in de Sterrewacht Leiden van de Universiteit Leiden. De Nederlandse node assisteert alle Nederlandse astronomen met ALMA-waarnemingen. Allegro wordt gefinancierd door de Nederlandse Onderzoeksschool voor Astronomie, waarin Nederlandse universiteiten samenwerken in de sterrenkunde, en door de Nederlandse Organisatie voor Wetenschappelijk Onderzoek (NWO). Allegro heeft nauwe connecties met de stichting ASTRonomisch Onderzoek in Nederland (ASTRON), het Joint Institute for VLBI in Europe (JIVE) en SRON (Netherlands Institute for Space Research) . Technici van SRON zijn verantwoordelijk voor het bouwen van de hoge-frequentie (600–700 GHz) ontvangers voor ALMA, en assistentie met het gebruik van deze ontvangers is dan ook een van de speerpunten van Allegro.

## Details

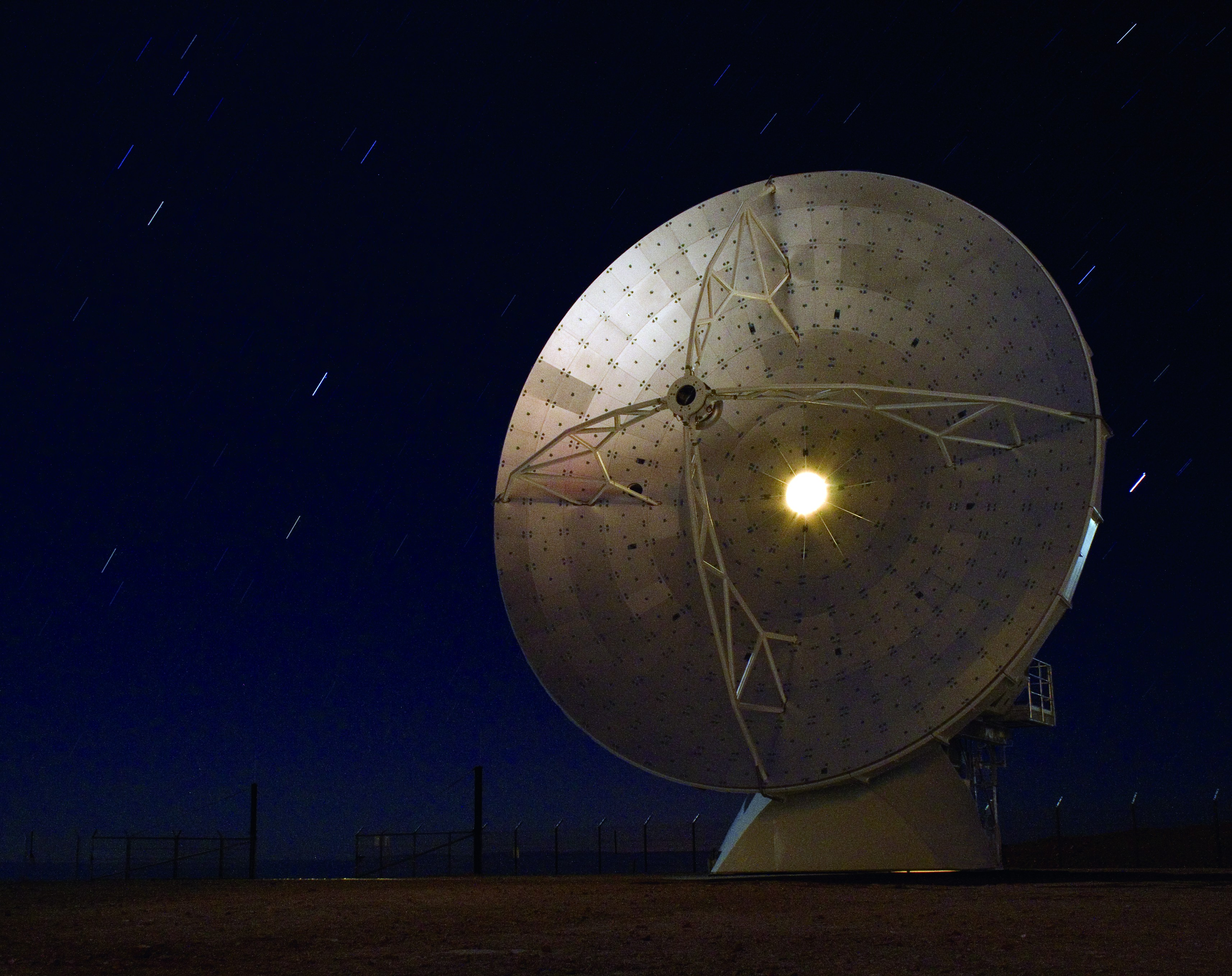
Een nacht bij ALMA.

- 54 antennes met een diameter van 12 meter en 12 met een diameter van 7 meter, op een hoogte van 5000 meter op het Llano de Chajnantor-plateau
- Instrumenten in alle atmosferische vensters tussen 350 micrometer en 10 millimeter
- Configuraties mogelijk tussen ongeveer 150 meter en 16 kilometer
- Spatiële resolutie van 10 milliboogseconden, tienmaal beter dan de Very Large Array (VLA) en vijfmaal beter dan de Ruimtetelescoop Hubble
- De mogelijkheid om bronnen met afmetingen van enkele boogminuten tot enkele graden in kaart te brengen met een resolutie van 1 boogseconde.
- Snelheidsresolutie beter dan 50 meter per seconde
- Sneller en meer flexibel dan de Very Large Array (VLA)
- Het grootste en gevoeligste instrument in de wereld op millimeter- en submillimetergolflengten
- Een gevoeligheid twintigmaal beter dan de VLA om puntbronnen te detecteren.
- Data reductie software is CASA (Common Astronomy Software Applications), een nieuw pakket gebaseerd op AIPS++

## Projectgeschiedenis
| Datum          | Activiteit |
| -------------- | --- |
| 1995           | NRAO/ESO/NAOJ gemeenschappelijke tests in Chili om ligging te bepalen. |
| mei 1998       | Start van Fase 1 (Ontwerp en Ontwikkeling). |
| juni 1999      | V.S. en Europa stellen Memorandum of Understanding for Design & Development op |
| februari 2003  | Uiteindelijke afspraak tussen Noord-Amerikaanse en Europese partners waarin wordt besloten dat 50% van de financiering door ESO en 50% door de partners uit de VS en Canada wordt geleverd. |
| april 2003     | Het testen van de eerste prototype antenne begint op de ALMA-testfaciliteit (ATF) in Socorro, New Mexico.                                                                                   |
| november 2003  | Eerste Steen voor ALMA in Chili. |
| september 2004 | Opstellen van de afspraak tussen Noord-Amerika, Europa en Japan, met afspraak dat Japan nieuwe uitbreidingen aan ALMA levert.                                                               |
| oktober 2004   | Opening van het Joint ALMA-kantoor, Santiago, Chili. |
| september 2005 | Taiwan sluit zich aan bij het ALMA-project in een samenwerking met Japan. |
| juli 2006      | Noord-Amerika, Europa en Japan passen hun afspraak aan over de uitbreiding van ALMA. |
| april 2007     | Eerste antenne wordt geleverd in Chili. |
| februari 2008  | Aankomst van de twee ALMA-transporters in Chili. |
| juli 2008      | Eerste gebruik van de transporter om een antenne te verplaatsen. |
| december 2008  | Goedkeuring van de eerste ALMA-antenne. |
| mei 2009       | Eerste interferometrie-test met twee antennes bij de Operations Support Facility (OSF). |
| september 2009 | Eerste ALMA-antenne omhoog naar Chajnantor. |
| november 2009  | Succesvolle interferometrie-test met drie antennes op Chajnantor. |

## Waarnemingen met ALMA
Met ALMA worden alle mogelijke hemelobjecten met hoge resolutie waargenomen. Enkele resultaten zijn:

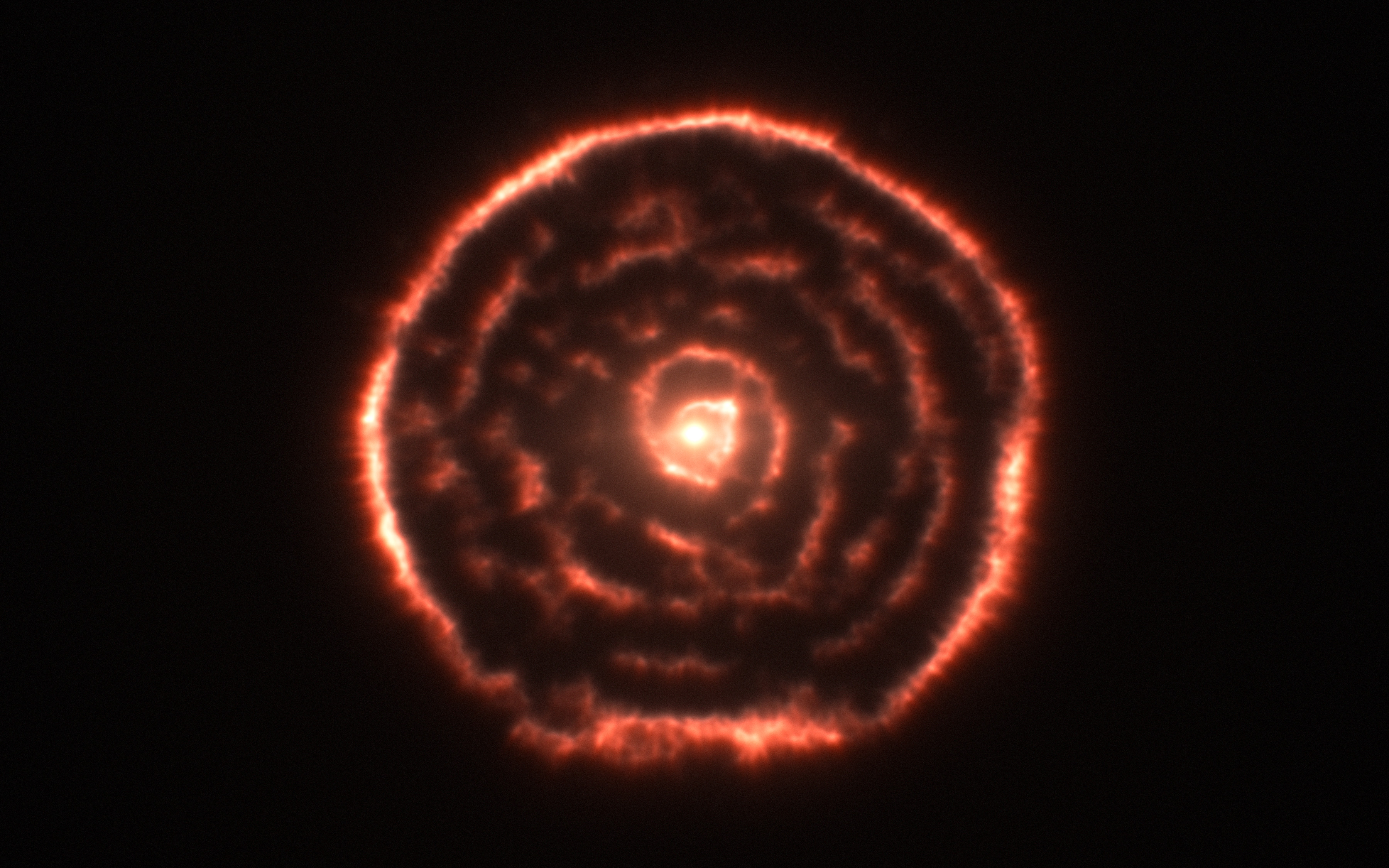
Stofringen rond de AGB ster R Sculptoris
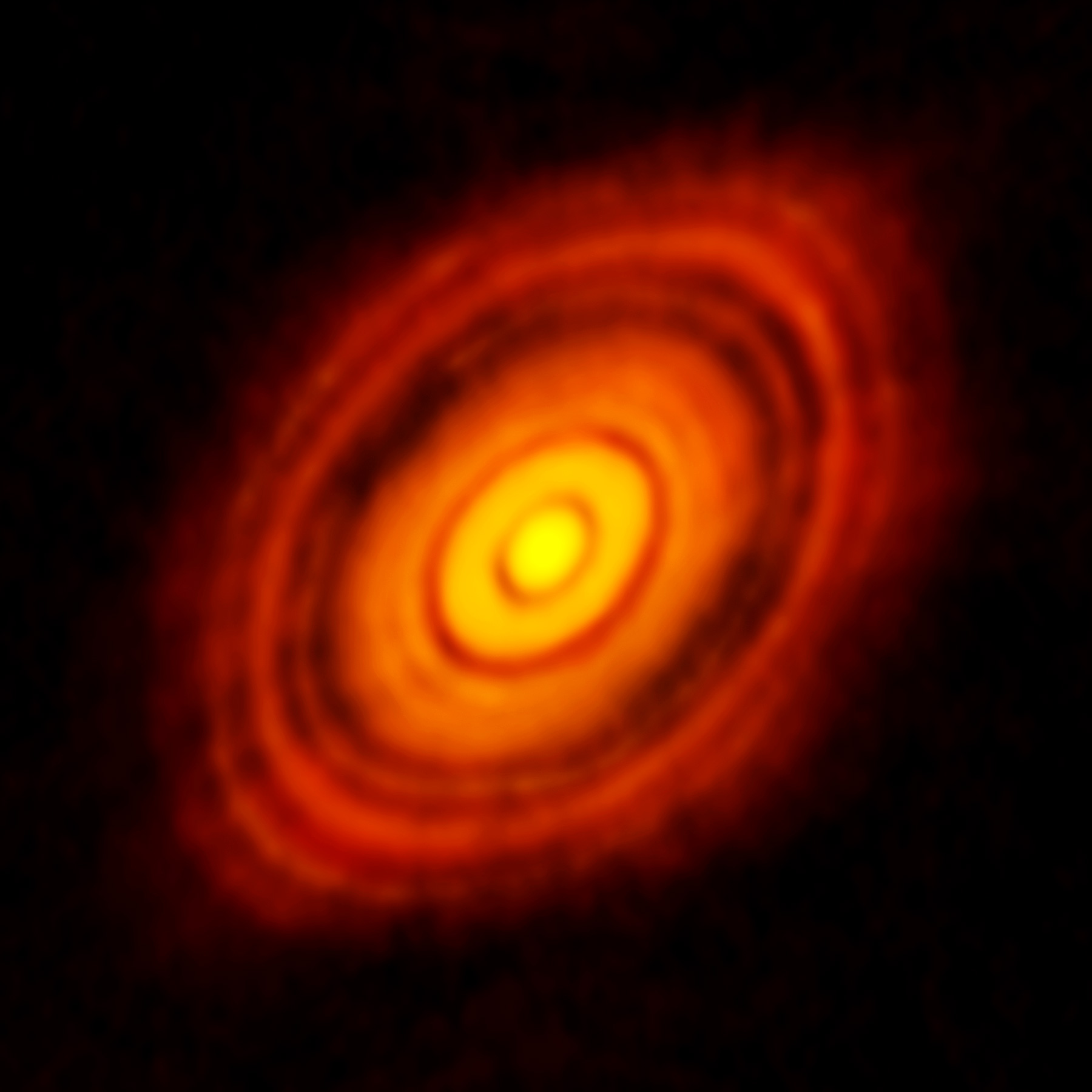
Protoplanetaire schijf rond HL Tau
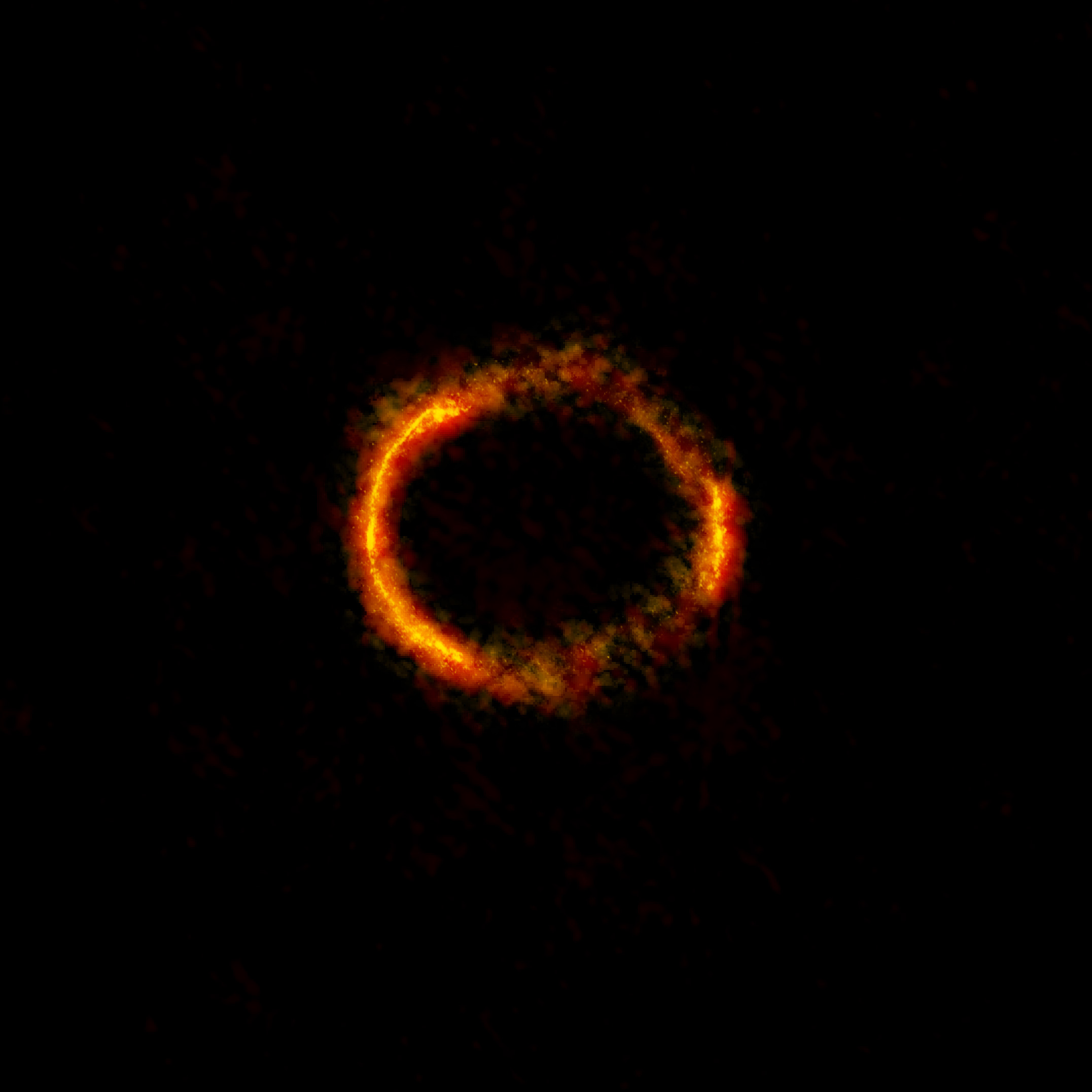
Beeld van zwaartekrachtlens in het sterrenstelsel SDP 81
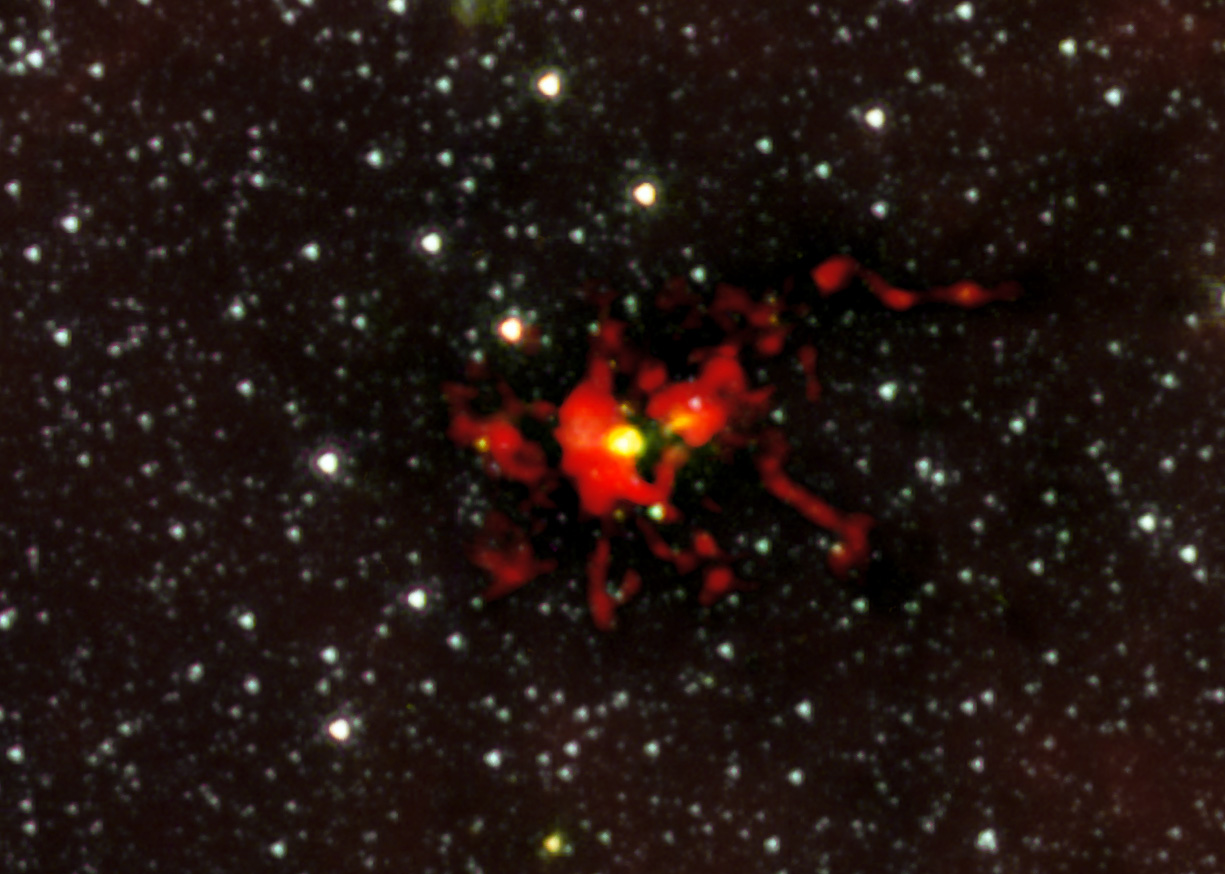
Stervorming in de absorptienevel SDC 335.579-0.292
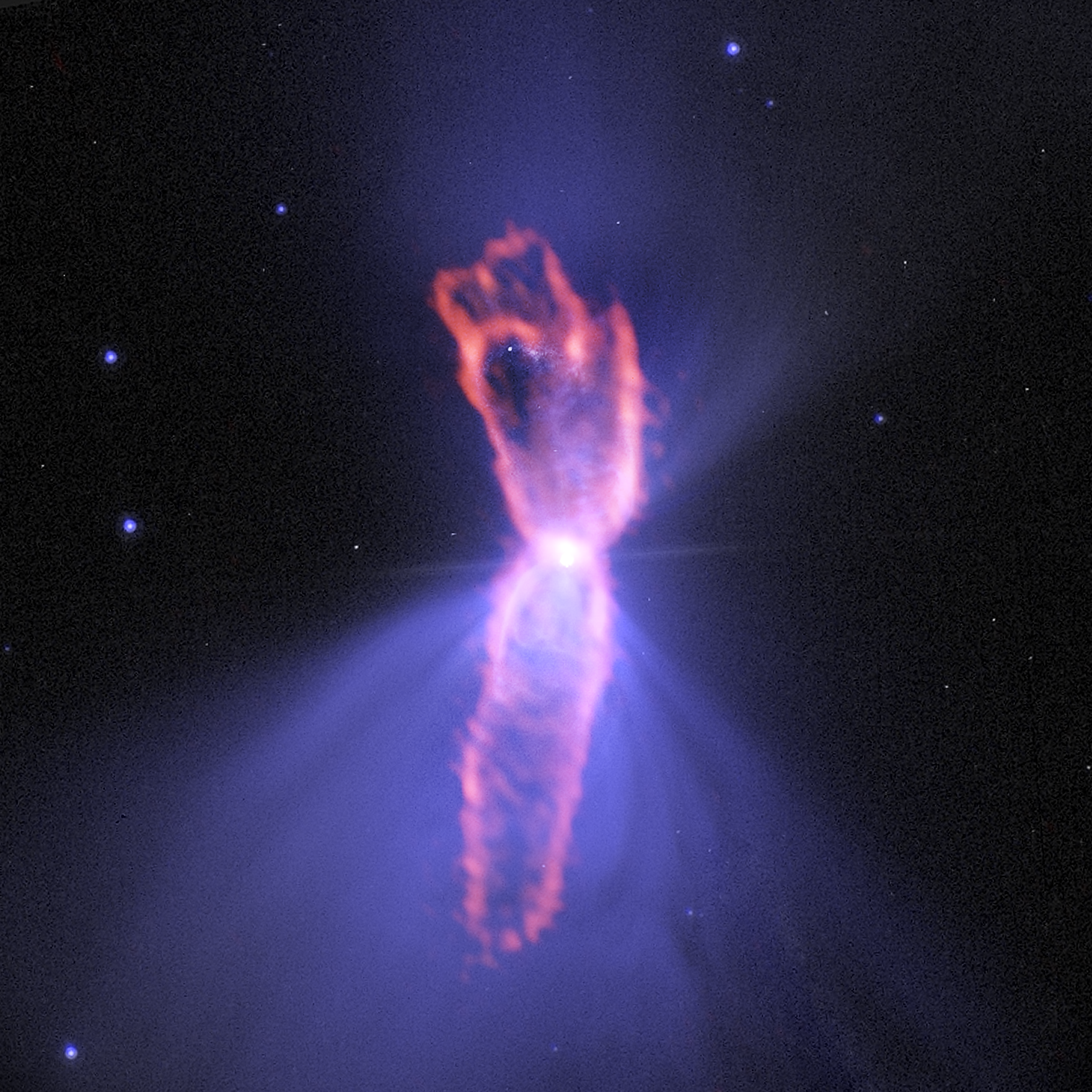
De Boemerangnevel (een protoplanetaire nevel)
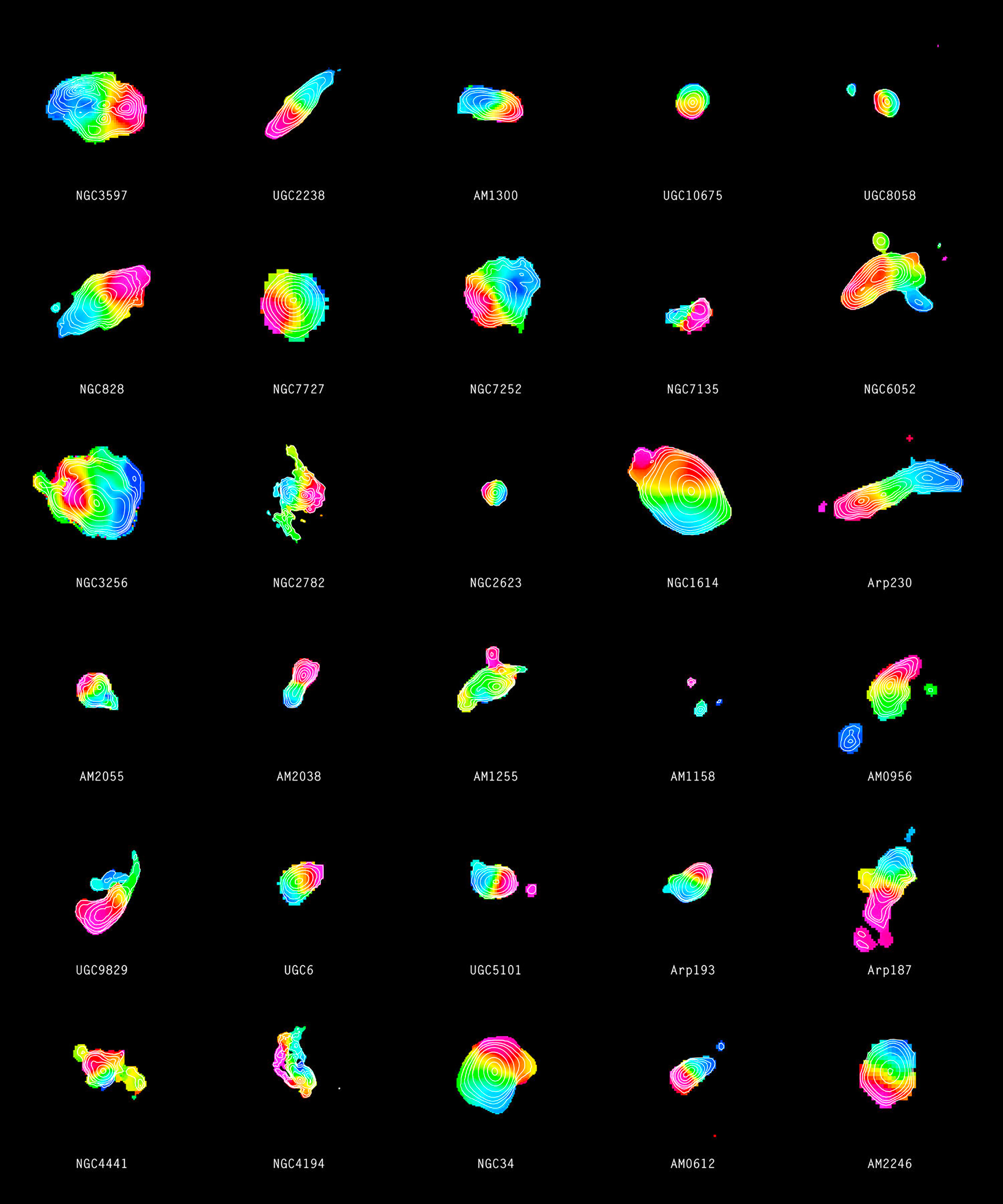
De verdeling van koolstofmonoxide in 30 mergers (sterrenstelsels die versmelten)
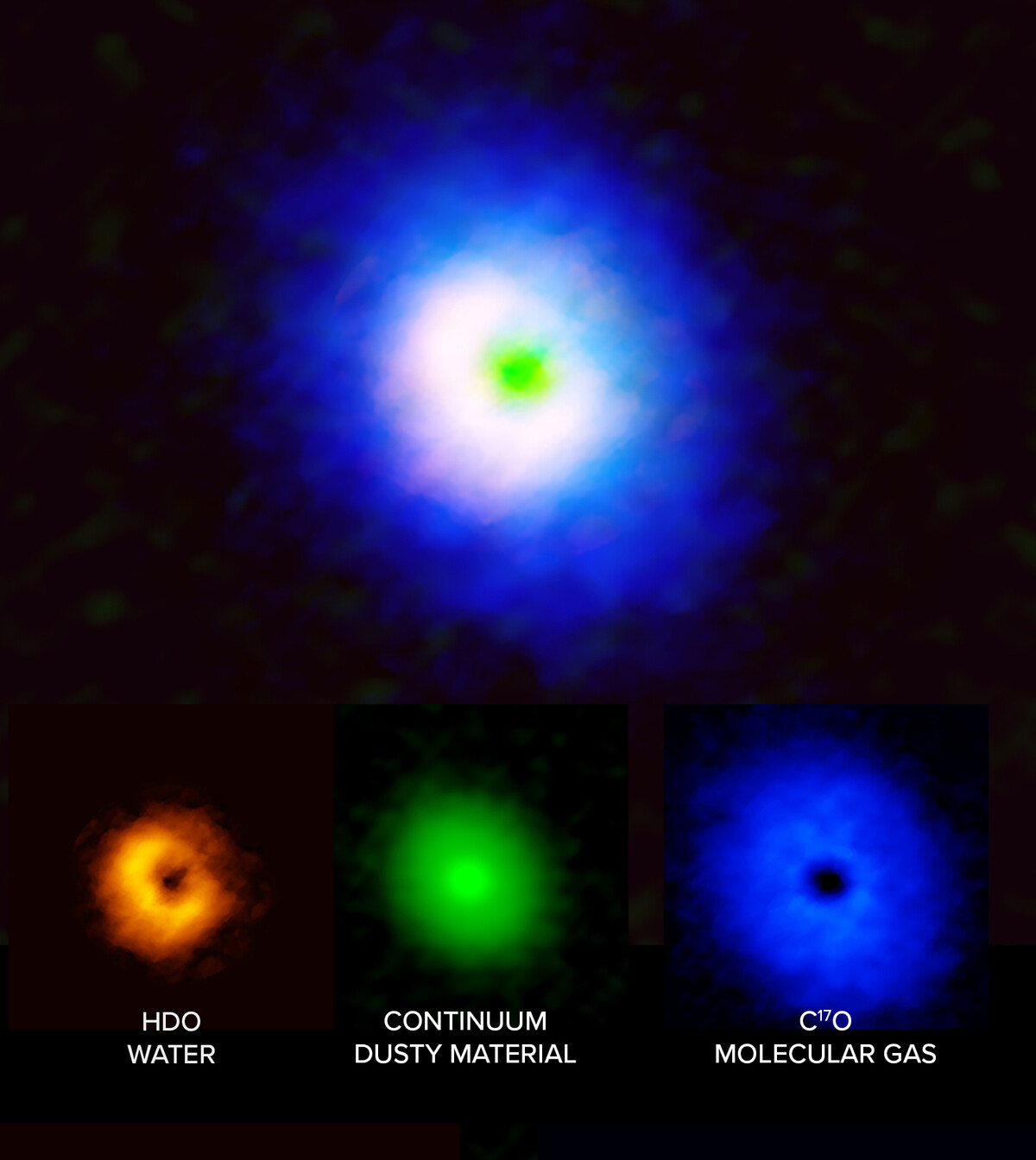
Waterdamp in de schijf rond de protoster V883 Orionis